# Martial Bild
Pour les articles homonymes, voir Bild.
Martial Bild, né le 12 novembre 1961 dans le 17e arrondissement de Paris, est un journaliste et homme politique français d'extrême droite.
Cadre du Front national de 1980 à 2008, il cofonde le Parti de la France en 2009, puis TV Libertés en 2014.

## Biographie

### Jeunesse et études
D'origine sarroise, il naît à Paris de parents commerçants.
Issu d'un milieu modeste, il a quinze ans lorsque son père, militant nationaliste, meurt. Il est scout dans la troupe de la paroisse Saint-Charles-de-Monceau, et fait ses classes à l'école Legendre et au lycée Carnot. Il étudie d'abord pour ses premières années d'études de licence d'histoire au sein de l'Université Paris-I, au sein du centre universitaire Tolbiac, où il a pour modèle Jacques Bainville et rencontre Carl Lang, puis poursuit à l'Institut catholique de Paris (La Catho). L'Incorrect avance qu'il aurait été « exfiltré » par un vigile de Tolbiac alors qu'un groupe militant le recherchait.

### Vie privée
Marié en 1990, il a trois enfants et possède une résidence à La Baule-Escoublac.

### Engagement politique
Avant de commencer ses études universitaires, il s'engage dès septembre 1978, à l'âge de seize ans, au Front de la jeunesse (FJ), organe du Parti des forces nouvelles (PFN). Deux ans plus tard, en septembre 1980, il adhère au Front national, où il rencontre André Dufraisse et devient le responsable FNJ du 17e arrondissement de Paris en 1982.
Déclaré inapte au service militaire, il décide de s'engager plus avant. À l'instigation de Michel Collinot, il devient l'un des premiers permanents du FN. 
En 1983, il est présent sur la liste conduite par Jean-Marie Le Pen dans le 20e arrondissement de Paris lors des élections municipales ; il anime alors une éphémère Radio Le Pen. En 1985, il est élu comité central du FN et lance, après la lecture d'un article paru dans Présent et en réaction au slogan de SOS Racisme, la campagne du FNJ « Touche pas à mon peuple ! » ; il participe à la rédaction du programme du FN en vue des élections législatives de l'année suivante, intitulé Pour la France,. En 1986, il entre au bureau politique et est nommé directeur national du FNJ.
En 1987, il cofonde, à Athènes et avec Yves Dupont, Jean-Pierre Gendron et Carl Lang, le Mouvement de la jeunesse d'Europe, regroupant des mouvements nationalistes, et en devient le trésorier.
En 1989, il est élu conseiller municipal de Rosny-sous-Bois. Réélu en 1995, il conserve son mandat jusqu'en 2000, date à laquelle il est nommé secrétaire départemental du FN de Paris. En 1990, il obtient le 10e meilleur score lors de l'élection pour le comité central du FN.
En 1992, il devient conseiller régional d'Île-de-France, en étant élu dans le département de la Seine-Saint-Denis,. Dans le cadre de ce mandat, il est administrateur du comité régional du tourisme d'Île-de-France, membre des commissions permanente et « Démocratie régionale » du conseil et vice-président du groupe FN. Il est réélu en 1998, puis en 2004, sur une liste parisienne.
Lors des élections législatives de 1993, il affronte Jean-Luc Bennahmias et Robert Pandraud dans la 8e circonscription de la Seine-Saint-Denis ; recueillant 25 % des suffrages au premier tour, il est battu au second. Dans le même temps, il est, avec Roger Holeindre et Franck Timmermans, l'un des responsables de la fédération départementale du FN de la Seine-Saint-Denis.
En 1996, il crée front-nat.com, le tout premier site internet d'un parti politique français. Il montera de même en 2002, trois ans avant YouTube, un site de partage en ligne de vidéos (lepen.tv).
En 1997, Roland Gaucher, tout en soulignant sa valeur personnelle, critique ce qu'il qualifie d'inclination « servile » envers Jean-Marie Le Pen.
À partir de cette année, il est adjoint de Bruno Gollnisch au secrétariat général puis à la délégation générale du Front national (et directeur de la communication du FN jusqu'en 1999). La même année, il est à nouveau candidat aux élections législatives face à Jean-Luc Bennahmias et Robert Pandraud dans la 8e circonscription de la Seine-Saint-Denis (13,83 % au second tour). En janvier 1998, il est chargé de la famille dans le contre-gouvernement du FN supervisé par Jean-Claude Martinez.
Après la scission de 1998, il occupe aussi la responsabilité de directeur de rédaction de FDA — Français d'abord, le mensuel officiel du FN qui disparaîtra en mars 2008, puis devient, en 2000, secrétaire départemental du FN de Paris. Enfin, il assure, avec l'aide de Yann Maréchal, la « présentation des meetings, des congrès ou des manifestations du FN ».
Aux élections municipales de 2001, il est à la tête de la liste « Un Paris d'espoir » dans le XVIIIe arrondissement de Paris,. En 2003, il recueille le 4e meilleur score lors de l'élection au comité central du FN, derrière Bruno Gollnisch, Carl Lang et Roger Holeindre.
À partir de janvier 2007,, il est l'un des animateurs, avec Gérard Marin, Bernard Antony et Emmanuel Ratier, du Libre journal de la résistance française sur Radio Courtoisie un mercredi soir par mois. Assisté notamment d'Éric Domard et Georges-Henri Moreau.
Il est à la tête de la liste Front national — intitulée « Pôle tricolore » — aux élections municipales de 2008 à Paris, avec pour slogan « Moins de paillettes, plus de pépettes ». Il recueille 3,50 % des suffrages exprimés.
En novembre 2008, il démissionne de ses responsabilités au sein du Front national, mettant en cause l'« impossibilité d’infléchir, ne serait-ce que d’un iota, la ligne autiste imposée par Louis Aliot et Marine Le Pen ». L'historienne Valérie Igounet présente son départ, avec ceux de Martine Lehideux, Michel Bayvet, Fernand Le Rachinel, Myriam et Christian Baeckeroot et Michel de Rostolan, comme « la troisième scission du FN », qui prépare l'avènement de Marine Le Pen à la tête du FN. En 2009, il cofonde avec Carl Lang le Parti de la France (PDF), parti concurrent du Front national,, dont il intègre le bureau politique. Il ne fait plus partie de son  organigramme aujourd'hui.
En 2014, il devient le directeur de la rédaction et des programmes de la chaîne de télévision par internet TV Libertés, fondée par Philippe Milliau et à laquelle participent également des personnalités comme Jean-Yves Le Gallou, ainsi que plusieurs animateurs de Radio Courtoisie.
En septembre 2015, le Libre journal qu'il animait sur Radio Courtoisie est supprimé par Henry de Lesquen. Dans un communiqué envoyé au journal Présent, ce dernier estime que Bild avait « démissionné de facto en n'assurant pas son libre journal ».

### Positions
Parfois classé dans la tendance nationale-catholique de l'extrême droite française, mais ne s'étant quant à lui jamais reconnu dans cette dernière appellation, à laquelle il préfère celle de « droite nationale », il qualifie la nation de « fondamentale et naturelle » et tient l'égalité pour une « notion dévoyée […] à l'origine d'idéologies qui méprisent la démocratie et sont la source de la misère et de la Terreur ».
Martial Bild est un proche de Bruno Gollnisch,,, qu'il considère comme « un des hommes les plus brillants de sa génération ».
En décembre 2019, il cosigne une tribune dans Valeurs actuelles qualifiant les Sleeping Giants d'« idiots utiles du fascisme ».

## Publications
- Avec Thierry Martin et Jean-Pierre Reveau (préf. Charles de Gaulle), Un Paris d'espoir, Paris, Godefroy de Bouillon, 2000, 210 p. (ISBN 2-84191-247-7, BNF 37685212, lire en ligne)
- Martial Bild et Philippe Milliau, Défaire le parti des médias, Paris, coédition Bouledogue Médias/Dualpha, 10 juin 2022, 218 p., 14,8 × 21 cm (ISBN 978-2-353-74586-9)

### Préfaces
- Ignace, La guerre ? Nous sommes prêts... grâce à Pfizer et Moderna, Synthèse nationale, 114 p., 2023  (ISBN 978-2367981048)